# Rovi
Laboratorios Farmacéuticos Rovi (Rovi) ist ein spanisches Pharmaunternehmen. Das Unternehmen wurde 1946 gegründet und begann 1981 mit der Entwicklung von gerinnungshemmenden Heparinen mit geringer Molekülmasse, welche heute zu den wichtigsten Produkten zählen. Weiterhin werden mehrere verschreibungspflichtige Medikamente, unter anderem in Lizenz von Merck & Co. und Novartis, hergestellt und vertrieben. Die Lohnfertigung im Auftrag anderer Hersteller stellt ein weiteres Standbein Rovis dar. Für den Moderna-Impfstoff mRNA-1273, der teilweise in einem Schweizer Werk von Lonza hergestellt wird, erfolgt die Konfektionierung, Abfüllung und Auslieferung in Pozuelo de Alarcón.
Seit 2019 ist Rovi Bestandteil des spanischen Nebenwerte-Index IBEX Small Cap.